# يوجينيو باربا
يوجينيو باربا (بالإيطالية: Eugenio Barba)‏ هو كاتب مسرحي وكاتب ومخرج وممثل إيطالي، ولد في 29 أكتوبر 1936 في برينديزي في إيطاليا. من الجوائز التي نالها Kjeld Abell Prize ‏ سنة 1980.

## جوائز
- Kjeld Abell Prize [الإنجليزية]‏ (1980)
- Sonning Prize [الإنجليزية]‏

## وصلات خارجية
- يوجينيو باربا على موقع IMDb (الإنجليزية)
- يوجينيو باربا على موقع الموسوعة البريطانية (الإنجليزية)
- يوجينيو باربا على موقع كينوبويسك (الروسية)